# Hipposideros megalotis
Hipposideros megalotis — є одним з видів кажанів родини Hipposideridae.

## Поширення
Країни поширення: Джибуті, Еритрея, Ефіопія, Кенія, Саудівська Аравія. Тварини були зареєстровані на висотах до 2000 м над рівнем моря. Цей вид зазвичай був записаний в сухій савані, прибережних чагарниках та пустельних або напівпустельних місцях проживання. Можливо, цей вид печерний, однак, деякі тварини були знайдені в будинку.

## Загрози та охорона
Загрози для цього виду залишаються погано відомими. Поки не відомо, чи вид присутній в будь-якій з охоронних територій.